# Python sebae
La pitón de Seba o pitón africana de roca (Python sebae)  es una especie de reptil escamoso de la familia Pythonidae que se encuentra en el África subsahariana; también se encuentra en Florida, donde fue introducida como mascota y fueron liberadas por sus dueños cuando ya no las podían mantener y se han vuelto un peligro para las especies autóctonas. Es la serpiente más grande de África y una de las serpientes más grandes del mundo, con un tamaño similar a la pitón birmana (Python bivitattus), por lo que compite con ella por el tercer puesto entre las serpientes más grandes del mundo. Python natalensis se consideraba una subespecie suya.

## Descripción
La pitón de Seba es bastante grande para el tamaño promedio en su familia, pero hay serpientes que la aventajan en tamaño. Es una serpiente constrictora de unos 5 m de longitud como promedio, aunque pueden alcanzar los 7 m de longitud y los 160 kg de peso. Se tiene constancia de un ejemplar muerto en los años 50, con 7,81 m de longitud. Si bien puede ser creíble, los reportes son vagos. Citas de tamaños como 8 o 9 metros no son imposibles pero son muy poco creíbles.
Por su aspecto físico, se la conoce como pitón roca o pitón jeroglífico. Se trata de una serpiente con la cabeza ancha y totalmente cubierta de escamas. El color de esta especie es pardo pálido en su parte dorsal, con fajas oscuras transversales, bordeadas de negro. La parte superior de la cola tiene una raya clara entre dos franjas negras. En la parte inferior tiene manchas y punteados de color pardo oscuro.

## Distribución
Esta serpiente es propia del África subsahariana, encontrándose en Senegal, Gambia, Mauritania, Guinea-Bisáu, Guinea, Sierra Leona, Liberia, Costa de Marfil, Ghana, Togo, Benín, Burkina Faso, Nigeria, Camerún, República Centroafricana, Malí, Níger, Chad, Sudán, Etiopía, Eritrea, Uganda, Congo, República democrática del Congo, Gabón, Ruanda, Burundi, Kenia, Tanzania, Angola, Somalia Zambia y Zimbabue.
Se cree que puede estar estableciendo poblaciones en Florida, donde, proveniente del tráfico de mascotas, han sido liberadas por sus dueños o han escapado.

## Comportamiento
La pitón de Seba es una serpiente de hábitos terrestres, principalmente, aunque suele sumergirse en el agua para cazar. Habita en sabanas, sobre todo arboladas, cerca del agua. Se alimenta principalmente de roedores, aves terrícolas, antílopes y cerdos. Se tiene constancia de que pueden engullir impalas de hasta 60 kilogramos. Suele acechar a sus presas desde el agua.
Esta serpiente, como toda constrictora, ataca la cabeza con sus dientes poderosos y aserrados hacia atrás, y luego se enrolla en la víctima hasta asfixiarla. Se aprieta más a su presa cada vez que esta respira.

## En cautiverio
Debido a que no está en peligro de extinción ni está amenazada, está permitida la comercialización de esta serpiente. Estiva en los períodos secos del año y depende mucho del agua. En general se alimenta bien y se vuelve bastante dócil, pero puede morder si está hambrienta. Aunque sus proporciones sean descomunales, increíblemente no representa una amenaza para el hombre que la mantenga en cautiverio.[cita requerida]